# Земля обітована (драма)
«Земля обітована» — драма Олександра Олеся, написана у період з 23 січня по 28 січня 1935 року. Видано вперше за кордоном, твір належить до другого періоду творчості автора (періоду еміграції). Голодомор, прирівняння всього українського до «петлюрівщини», загибель в ході репресій близького друга Антона Крушельницького і його синів підштовхують Олександра Олеся до написання цієї драми, в якій він викриває антиукраїнську політику радянського ладу.

## Дійові особи
- Шумицький — літератор
- Шумицька — його жінка
- Андрій, Борис, Ольга — їх діти
- Фаня — урядниця з консуляту
- Корців — журналіст.
- Кульчицький — приятель Шумицьких.
- Козенко — партійний робітник, емігрант з Великої України
- Марійка — нянька Шумицьких
- Дівчинка з квітами
- Делегація
- Голова домового комітету.
- Сусідка
- Інспектор
- 1-й і 2-й урядовці
- Вартовий та інші

## Композиція твору
Драма складається з 4 частин.

### Сюжет

#### Дія перша.
Шумицький видає власний журнал, за допомогою якого прагне поширити вплив радянської пропаганди, активно займається розповсюдженням прорадянської агітації. Таємно співпрацює з поетом, на прізвище Корців, переконує сім'ю у власних поглядах.

#### Дія друга
Сім'я Шумицького складає речі. Козенко просить головного героя передати чоботи сину. Деякі герої (Шумицька, няня, Козенко) застерігають Шумицького або намагаються його відмовити від поїздки. Однодумці головного героя ж активно підтримують його, Фаня замовляє квартиру для їх сім'ї.

#### Дія третя
Герої потрапляють у вкрай вороже середовище. Їх обкрадають (у Кульчицького вкрали шляфрок). Шумицька дуже шкодує про прихід до цього місця. Друга Шумицького кидають у заслання на 10 років, сам головний герой доклав руку до цього мимоволі. Але попри всі негаразди, ніхто не має гадки назад вертатися. У кінці дії всіх героїв заарештовують.

#### Дія четверта
Дітей Шумицького розстрілюють. Їх мати закатована, помирає на очах у головного героя. Шумицький збожеволів, співає «Інтернаціонал». Дружина проклинає його перед смертю. Головного героя ведуть на допит, незабаром його розстріляють теж.